# Zec Petawaga
Pour les articles homonymes, voir Petawaga.
La zec Petawaga est un territoire de chasse et de pêche situé dans les Laurentides au Québec (Canada), plus spécifiquement dans la région de Mont-Laurier. La zone d'exploitation contrôlée est gérée par l'association chasse et pêche de la région de Mont-Laurier inc. Elle est créée en 1978 et couvre une superficie de 1 186 km2.

## Géographie
La zec Petawaga partage ses limites avec la Zec Lesueur à l'est, la réserve faunique La Vérendrye à l'ouest. Sa limite Est est le réservoir Baskatong. Elle est bornée au nord par le territoire libre s'étendant jusqu'à Clova. La zec compte 314 lacs, dont une centaine sont exploités pour la pêche récréative.

## Histoire
Fondée en 1952, l'Association chasse et pêche de la région de Mont-Laurier inc avait à l'origine l'ensemencement comme raison d'être. Après avoir organisé plusieurs activités à caractère sportif et social dans la région, l'Association a mis en place la Classique Internationale de canot qui attira plus de 15 000 personnes par an.
En 1978, le gouvernement du Québec confia à l'Association le mandat d'administrer la zec Petawaga.

## Toponymie
Petawaga provient du mot d'origine algonquine petwewegami, qui « signifie étendue d'eau d'où le bruit vient jusqu'ici ». Il a repris le toponyme du lac Petawaga, qui est situé dans la zec,.